# アフリカオナシアゲハ

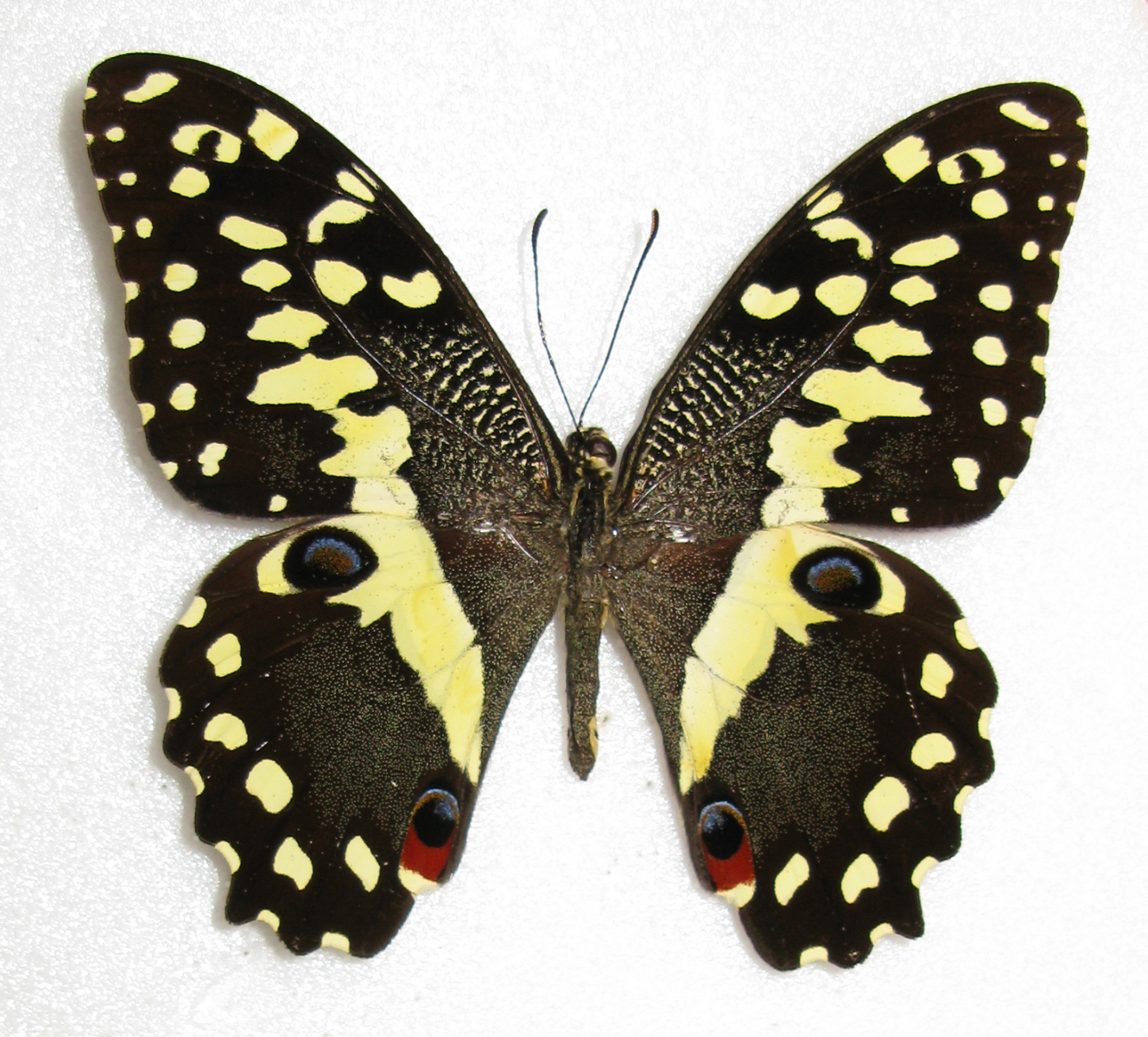
アフリカオナシアゲハ

アフリカオナシアゲハ (Papilio demodocus) は、チョウ目（鱗翅目）・アゲハチョウ上科・アゲハチョウ科に分類されるチョウの一種。アフリカで最も普通にみられるアゲハチョウ。

## 分布
サハラ以南のアフリカ全域、マダガスカルに分布する。

## 特徴
開長10cm。後翅の表にある青と赤からなる目玉模様が目立ち、翅裏には3つの目玉模様がある。尾部はない。
一年中観察することができ、都市部でもみられる。
ミカン科を食樹とするため、柑橘類の害虫として扱われることもある。

## 関連
- オナシアゲハ